# Baron Dunfermline
Baron Dunfermline, of Dunfermline in the County of Fife, war ein erblicher britischer Adelstitel in der Peerage of the United Kingdom.

## Verleihung und Erlöschen

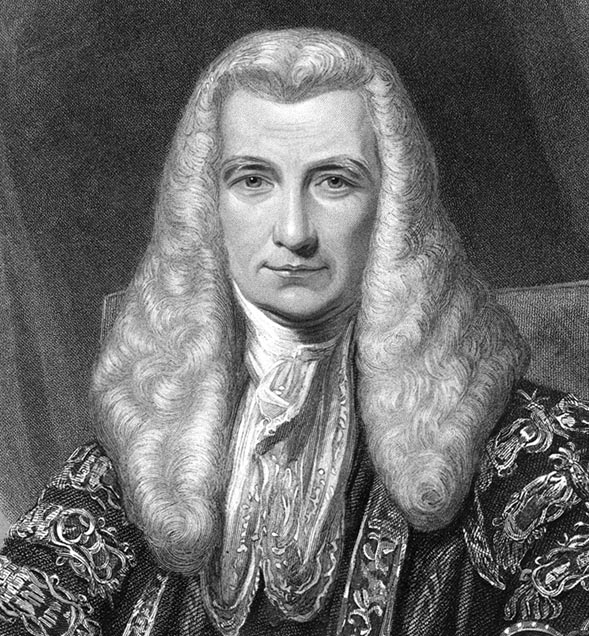
James Abercromby, 1. Baron Dunfermline

Der Titel wurde am 7. Juni 1839 für den Whig-Politiker und früheren Speaker des House of Commons, James Abercromby geschaffen. Der Titel erlosch beim Tod seines Sohnes, des 2. Baron, am 12. Juli 1868.

## Liste der Barone Dunfermline (1839)
- James Abercromby, 1. Baron Dunfermline (1776–1858)
- Ralph Abercromby, 2. Baron Dunfermline (1803–1868)